# Stortjärnen (Ströms socken, Jämtland, 715046-146710)
Stortjärnen är en sjö i Strömsunds kommun i Jämtland och ingår i Ångermanälvens huvudavrinningsområde. Sjön har en area på 0,0648 kvadratkilometer och ligger 398,1 meter över havet.

## Delavrinningsområde
Stortjärnen ingår i det delavrinningsområde (715069-146751) som SMHI kallar för Inloppet i Fånsjön. Medelhöjden är 479 meter över havet och ytan är 17,47 kvadratkilometer. Räknas de 3 avrinningsområdena uppströms in blir den ackumulerade arean 41,73 kvadratkilometer. Flåsjöån (Stensjöbäcken) som avvattnar avrinningsområdet har biflödesordning 3, vilket innebär att vattnet flödar genom totalt 3 vattendrag innan det når havet efter 254 kilometer. Avrinningsområdet består mestadels av skog (93 procent). Avrinningsområdet har 0,37 kvadratkilometer vattenytor vilket ger det en sjöprocent på 2,1 procent.